# Danganronpa V3: Killing Harmony
Danganronpa V3: Killing Harmony, conosciuto in Giappone come New Dangan Ronpa V3: Everyone's New Semester of Killing (ニューダンガンロンパV3 みんなのコロシアイ新学期?, New Dangan Ronpa V3: Minna no Koroshiai Shin Gakki), è un videogioco d'avventura di genere visual novel creata dalla Spike Chunsoft per PlayStation Vita e PlayStation 4. È il quarto videogioco, nonché il quinto titolo, della serie Danganronpa, anche se si discosta da quelli precedenti, essendo ambientato in una nuova storyline riguardante nuovi personaggi ed un nuovo scenario.
Il gioco è stato pubblicato per la prima volta in Giappone il 11 gennaio 2017, e, tramite la NIS America, ha raggiunto il mercato americano ed europeo solo, rispettivamente, il 26 ed il 29 settembre, e infine quello australiano il 6 ottobre dello stesso anno.

## Trama
Le vicende di gioco si svolgono nella Ultimate Academy for Gifted Juveniles (才囚学園?, Sai-shū Gakuen), una misteriosa accademia in rovina e in stato di abbandono, dove 16 studenti si ritrovano ad essere intrappolati. Due di essi, Kaede Akamatsu e Shuichi Saihara, dopo essersi risvegliati all'interno di un armadietto di una classe, uscendo per esplorare il luogo, subito dopo si ritrovano ad essere inseguiti da dei grandi e minacciosi robot. Scappando per i corridoi, i due arrivano nella palestra dove si imbattono negli altri studenti, con i quali confermano di essere stati tutti rapiti e di essersi ritrovati improvvisamente in quel misterioso luogo. Poco dopo vengono raggiunti dai robot, che affermano di chiamarsi Exisal, e rivelano di essere guidati da 5 piccoli orsi robot (Monotaro, Monosuke, Monophanie, Monokid e Monodam) che si presentano come i Monokubs (モノクマーズ Monokumāzu?). Questi dopo aver notato che quelli sono tutti normali studenti, consegnano a ciascuno di loro vestiti speciali, che come affermano sono molto più appropriati per degli Ultimate, e successivamente li colpiscono con la luce di una particolare torcia elettrica che permettono loro di acquisire dei talenti.
Successivamente, infatti, Kaede e Shuichi si risvegliano nuovamente all'interno dell'armadietto, stavolta però presentandosi, rispettivamente, come la " Super Pianista Liceale"(Ultimate Pianist) e il "Super Detective Liceale" (Ultimate Detective). Subito dopo vengono poi raggiunti dai Monokubs che rivelano loro che l'Ultimate Academy era stata fondata apposta per loro 16 studenti, ciascuno dei quali, inoltre, aveva un laboratorio dedicato al proprio talento. In seguito i due ragazzi esplorano l'accademia, facendo conoscenza con gli altri studenti e scoprendo che essa è separata dal mondo esterno da un'enorme gabbia che la circonda. In seguito i Monokubs convocano questi in palestra per annunciare che avrebbero partecipato ad un gioco di uccisioni, e poco dopo fa la sua comparsa Monokuma, che si presenta come il preside dell'Ultimate Academy e spiega loro che durante quel gioco, in seguito ad un omicidio, ci sarebbe stato un processo di classe ( il Class Trial) in cui gli studenti avrebbero dovuto scoprire il colpevole, affinché questo fosse giustiziato per il proprio delitto, e se avessero fallito, sarebbero stati tutti condannati a morte, mentre il killer avrebbe vinto il gioco e avrebbe potuto abbandonare l'accademia.
Dopo che Monokuma e Monokubs scompaiono, lasciando a ciascuno di loro dei tablet, i "Monopad", contenenti le regole della scuola, tra la confusione e la tensione degli studenti, si erge Kaede che convince i compagni a non lasciarsi intimorire dalle parole degli orsi, ma bensì lavorare tutti quanti assieme per cercare una via d'uscita dalla Ultimate Academy. Poco dopo, quindi, dopo che Gonta Gokuhara rivela loro di aver trovato nella stanza delle caldaie un tombino, gli studenti giungono nella zona sotterranea, dove trovano un tunnel che, come indica un segnale, porta all'uscita dell'accademia. Il gruppo di giovani, quindi, tenta di raggiungere l'uscita, ma non riesce ad attraversare il tunnel a causa delle numerose trappole preparate da Monokuma e i suoi "figli"; alla fine, malgrado gli incoraggiamenti continui di Kaede, quelli sono costretti ad arrendersi, e, giunto il Periodo Notturno, si ripropongono di andare a riposare nelle loro stanze del dormitorio e rivedersi la mattina dopo nella mensa per discutere il da farsi. Durante tale riunione, poi, irrompe Monokuma che per spingerli a dare inizio al gioco di uccisioni, presenta loro come movente una ricompensa per il primo omicidio, affermando che il responsabile avrebbe avuto la possibilità di scappare dalla scuola senza dover essere sottoposta al processo. In risposta Kaede dichiara che nessuno di loro l'avrebbe accettata e sarebbero tutti scappati da lì, e in suo supporto arriva Kaito Momota, che si oppone con forza a Monokuma, arrivando quasi ad aggredirlo. Ciò spinge i Monokubs ad intervenire, evocando i loro Exisal per uccidere il giovane per aver violato la regola di non compiere violenza contro il preside, tuttavia con uno di essi erroneamente schiacciano e distruggono Monokuma. A dispetto, però, delle speranze degli studenti, l'orso il giorno dopo ricompare nuovamente, e annuncia un ulteriore movente, affermando che se entro 2 giorni nessuno di loro avesse compiuto un omicidio, li avrebbe fatti uccidere tutti da un'orda di Monokuma.
Dopo ciò Kaede e Shuichi per affrontare la seria minaccia, decidono di agire e di attuare un loro piano per smascherare la persona che guidava Monokuma. Precedentemente, infatti, i due avevano scoperto una misteriosa porta dietro una delle librerie della biblioteca, e Shuichi, ipotizzando che quello fosse il luogo dove era nascosto colui che guidava Monokuma e il macchinario con cui poteva produrre repliche dell'orso, aveva posto della polvere sul lettore di carte per l'apertura della porta. Quando i due scoprono che quello era stato usato, giungono alla conclusione che uno di loro studenti era entrato da lì, e per questo raccolgono tre fotocamere usa e getta e alcuni sensori di movimento dal magazzino dell'accademia e grazie all'aiuto di Miu Iruma, l'Ultimate Inventrice, li piazzano verso le due entrate della biblioteca e la libreria scorrevole, in modo che, alla scaduta del tempo limite, quando uno di loro fosse entrato dalla porta nascosta per creare i Monokuma per uccidere gli studenti, i sensori avrebbero captato i suoi movimenti e fatto scattare in automatico delle foto dalle fotocamere, che avrebbero permesso di scoprire la sua identità. Giunto, dunque, l'ultimo giorno limite, Shuichi e Kaede si nascondono nella classe più vicina alle scalinate che portano giù alla biblioteca, ad attendere di ricevere un segnale da un ricevitore, una volta che i sensori avrebbero individuato qualcuno muovere la libreria scorrevole. Poco dopo, infatti, mentre notano un gruppo di studenti recarsi nel piano sotterraneo, il ricevitore suona ed i due allora si precipitano verso la biblioteca. Tuttavia una volta giunti lì, assieme a Kaito e Tenko Chabashira, scoprono il corpo senza vita di Rantaro Amami.
In seguito Monokuma e i Monokubs fanno radunare tutti gli studenti sulla scena del delitto, per premiare della ricompensa il colpevole della morte di Rantaro. Poiché nessuno degli studenti si fa avanti a confessare il delitto commesso, Monokuma allora decide di istituire il processo, consegnando loro i "Monokuma File" e annunciando che avrebbero dovuto effettuare un'investigazione per scoprire l'assassino. Nonostante ciò Kaede comunque continua a spronare durante l'investigazione e anche per gran parte del susseguente processo i compagni a collaborare assieme per risolvere il caso e scoprire l'identità di quello che guidava Monokuma. Ad un certo punto, però, i sospetti per il delitto iniziano a cadere su Shuichi, e poiché il giovane si mantiene silenzioso, nonostante incalzato dai compagni a dire la verità, in sua difesa interviene Kaede che, poi, lo incoraggia a non avere paura di esporre la verità. Shuichi, allora, prova che è la ragazza ad aver ucciso erroneamente Rantaro, sperando di eliminare la persona dietro Monokuma: prendendo di nascosto una palla di metallo dal magazzino, dopo che Shuichi era corso via dalla classe, Kaede aveva lanciato la palla all'interno del condotto che collegava la classe con la biblioteca. Grazie ad un percorso composto di libri sparsi sopra le librerie (che la ragazza aveva costruito mentre lei e Shuichi avevano sistemato le fotocamere ed i sensori) la palla era stata poi indirizzata verso il punto dove Rantaro era stato attirato dal flash di una delle fotocamere (che aveva di proposito attivato), ed era infine caduta sulla sua testa, uccidendolo nell'impatto.
Dopo che Kaede viene votata colpevole, Shiuchi si dispera affermando di sentirsi in colpa poiché quella aveva compiuto il delitto perché si era fidata delle sue deduzioni che colui dietro Monokuma era uno di loro. In risposta la ragazza dichiara di essere l'unica responsabile, e di averlo fatto per poter portarli tutti in salvo da Monokuma prima che il tempo limite scadesse. Prima di essere condannata a morte per il delitto commesso, Kaede dichiara di voler affidare a ciascuno dei compagni, in particolare a Shuichi, l'incarico di portare avanti il proprio desiderio di porre fine al gioco di uccisioni sconfiggendo Monokuma e scappando dall'accademia assieme tutti uniti. Dopo aver assistito alla sua cruenta morte, Shuichi rimane inizialmente affranto e in preda ai sensi di colpa, finché non decide di recarsi nel laboratorio della compagna. Qui, mentre ascolta il Clair de Lune, ricordando le parole d'incoraggiamento di Kaede ad essere più confidente, riesce a trovare la forza di abbandonare le sue paure, e le promette che avrebbe lottato per scoprire la verità senza più nascondersi.
Nel corso dei capitoli successivi Shuichi, quindi, nell'affrontare le proprie paure e debolezze, solidifica via via i rapporti con i suoi compagni, diventando inoltre sempre più affidabile e pronto a sostenerli, grazie alle sue osservazioni e le sue deduzioni, con le quali risolve i vari casi che si susseguiranno. Durante il gioco di uccisioni gli studenti esplorando sempre di più l'accademia, e vengono a scoprire via via la verita intorno all' Ultimate Academy e il motivo della loro prigionia. Grazie ai cosiddetti Flashback Light, una serie di particolare torce elettriche, i giovani riacquistano via via sempre nuove memorie sulle loro identità e gli eventi che li avevano portati lì.  Emerge dunque che essi sono ex studenti della Hope's Peak Academy, che tuttavia avevano deciso di eliminare le memorie dei loro talenti, dopo essere stati selezionati per entrare a far parte del Gofer Project. Esso era un progetto ideato dal preside della Hope's Peak Makoto Naegi per far sì che quelli potessero salvarsi da una sciagura che aveva colpito la Terra. In seguito alla caduta di alcuni meteoriti, infatti, tutte le città del mondo erano state colpite da un micidiale virus che aveva decimato l'intera popolazione, portando quasi all'estinzione degli esseri umani. Dopo aver perso le loro memorie, gli studenti erano però finiti vittima della "Caccia agli Ultimate" che un gruppo che incitava alla distruzione dell'intera umanità, aveva organizzato per catturarli ed ucciderli. Alla fine i 16 studenti avevano recuperato le loro memorie e, poiché gli unici immuni al letale virus, erano stati convinti dal preside Makoto ad accettare di partecipare al Gofer Project, che poi aveva inscenato un finto funerale per far credere che tutti loro fossero morti, e la caccia nei loro confronti terminasse. In seguito, quindi, erano stati portati nella Ultimate Academy, che in realtà è un'enorme astronave lanciata nello spazio, così da preservare gli ultimi semi di speranza per l'umanità, alla ricerca di un nuovo pianeta da popolare. Tra i 16 studenti si era, tuttavia, infiltrato anche il leader del gruppo che aveva dato loro la caccia, e che aveva portato a bordo Monokuma, e dato inizio al gioco di uccisioni.
Dopo che gli studenti sopravvissuti vengono a scoprire tutto ciò, sono portati inizialmente a credere che l'identità di colui che li aveva intrappolati lì e costretti ad uccidersi a vicenda sia Kokichi Ouma, dopo la confessione tra l'altro dello stesso ragazzo. Al termine del quinto processo, tuttavia, emerge che Kokichi non è in realtà colui dietro Monokuma, avendo organizzato anzi un piano per riuscire a sconfiggere l'orso e rovinare e portare al termine il suo gioco di uccisioni. Il giovane, aveva, infatti convinto Kaito ad ucciderlo, facendo in modo di ingannare su chi dei due fosse il colpevole, e chi la vittima, non solo gli altri compagni, ma anche lo stesso Monokuma, così da dimostrare che questo era limitato dalle sue stesse regole, dato che aveva organizzato tale gioco per essere visto da qualcuno al di fuori dell'accademia.
Quando successivamente Monokuma tenta di giustiziare Kaito come responsabile della morte di Kokichi, lanciandolo all'interno di un razzo che scaglia nello spazio, si scopre che il giovane è affetto dal virus dei meteoriti, che lo porta a soccombere prima che l'esecuzione abbia fine. Di conseguenza il razzo precipita nuovamente nell'accademia, e per fare da scudo ai compagni per l'impatto, alcuni detriti colpiscono Keebo, l’Ultimate Robot, che perde il suo ciuffo-antenna. Non riuscendo ad udire la voce interiore che lo guidava, decide di porre fine al gioco di uccisioni, distruggendo l'intera Ultimate Academy  usando delle nuove funzioni e potenziamenti dal suo laboratorio, e poi, volando intorno all'edificio, inizia a colpirlo ripetutamente con missili e raggi d'energia. Successivamente i compagni tentano di fermarlo, con Shuichi che gli promette che avrebbe trovato un modo alternativo per riuscire a scappare dall'accademia e porre fine al gioco di uccisioni. Keebo decide di accettare il suggerimento del compagno, e così, mentre affronta Monokuma e i Monokubs all'interno degli Exisal per tenerli distratti, gli altri studenti si affrettano ad indagare per l'edificio, che durante lo scontro viene sempre più raso al suolo, facendo emergere nuovi luoghi ancora inesplorati. Tra questi riescono ad accedere nel laboratorio di Rantaro, dove tramite un video che quello aveva creato, scoprono che era entrato a far parte dell'accademia con il titolo di Ultimate Sopravvissuto, poiché aveva partecipato ed era sopravvissuto ad un precedente gioco di uccisioni. In seguito, poi, il gruppo di studenti riesce ad infiltrarsi nella camera nascosta dietro la libreria della biblioteca, e qui scoprono Motherkuma, una grossa testa di Monokuma, che dichiara di essere il macchinario da cui hanno origine tutti gli altri orsi-robot, e che durante una colluttazione tra Keebo ed uno degli Exisal, viene distrutto.
Alla fine, al termine dell'esplorazione, Shuichi si frappone tra Keebo e Monokuma e i Monokubs, proponendo agli orsi di organizzare un ultimo processo per svelare tutti i misteri dell’Ultimate Academy e porre fine al gioco di uccisioni. Dopo che Monokuma accetta le sue condizioni, privando tuttavia Keebo delle sue armi e rimettendogli il suo ciuffo-antenna, Shuichi dichiara di voler riaprire il caso per la morte di Rantaro, rivelando di avere prove determinanti che Kaede fosse innocente. Il giovane detective spiega, infatti, che Rantaro grazie al suo Monopad, ricevuto come ricompensa per il suo titolo di Ultimate Sopravvissuto, aveva a disposizione una mappa completa dell'accademia e, prima di perdere le sue memorie, aveva lasciato per se stesso precise informazioni su come fermare il gioco di uccisioni. Quando la persona dietro Monokuma aveva osservato tramite le sue telecamere di sicurezza (che sono in realtà microscopici orsi-robot dotati di telecamera sparsi per tutto l'edificio, chiamati Nanokuma) il piano di Kaede fallire, con la palla di metallo che in realtà non aveva colpito Rantaro, mentre questo era distratto, lo aveva colpito da dietro con un'altra palla di metallo. La vera responsabile dell'omicidio si scopre essere Tsumugi Shirogane, che aveva sfruttato un'entrata segreta nel bagno delle ragazze per infiltrarsi nella stanza nascosta, e compiere il delitto. Viene smascherata, quindi, anche come colei dietro Monokuma, provando che quando gli studenti avevano tentato di convincere Motherkuma a creare un Monokuma, era stata l'unica che di proposito non aveva pronunciato la frase chiave. Costretta a confessare, Tsumugi cambia aspetto e dapprima si presenta come Junko Enoshima LII, un perfetto sosia dell’Ultimate Disperazione, e spinge i suoi compagni a realizzare che in realtà i Flashback Light avevano impiantato nel loro cervello false memorie su tutte le cose precedentemente accadute prima dell'inizio del gioco di uccisioni. Successivamente assume via via l'aspetto di tutti gli altri personaggi di Trigger Happy Havoc e Goodbye Despair, sfruttando il suo talento da Ultimate Cosplayer, e svela dunque che tutti loro e gli eventi dei giochi di uccisioni nella Hope's Peak e nell'isola Jabberwock virtuale, e della Tragedia che aveva mandato il mondo quasi del tutto in rovina a causa della Disperazione di Junko, non sono mai realmente esistiti, facenti tutti parte del mondo fittizio di Danganronpa. Tsumugi rivela ai compagni di essere dunque anch'essi parte di quel mondo, nonché concorrenti di uno show arrivato alla sua 53ª edizione ( il titolo Danganronpa V3 è dunque in realtà Danganronpa 53), a cui loro stessi avevano deciso di partecipare dichiarandosi fan accaniti della serie. Quando poi Keebo tenta di opporsi affermando che, seguendo la sua voce interiore, non avrebbe mai permesso alla disperazione di vincere contro la speranza, Tsumugi, in risposta svela che tale voce era in realtà data dai risultati dei sondaggi del pubblico del mondo reale che riceve tramite il suo ciuffo-antenna; successivamente, poiché il robot continua a contrastarla, decreta una votazione finale per determinare chi tra i due sarebbe stato sottoposto ad esecuzione, rivelando che però, a prescindere dal risultato, gli studenti sarebbero stati costretti a continuare lo show e rimanere intrappolati nel mondo di Danganronpa finché non fossero rimasti solo in due. Quando Keebo e Maki Harukawa propongono di sacrificarsi, così da permettere ad Himiko Yumeno e Shuichi di salvarsi e poter ritornare nel mondo reale, quest'ultimo respinge l'idea svelando che lo scontro tra speranza e disperazione è esattamente ciò che Tsumugi e il pubblico desiderano, e che i due compagni non sarebbero stati condannati a morte, ma bensì costretti a partecipare ad un altro gioco di uccisioni. Infine, dunque, gli studenti decidono di rifiutarsi di seguire le regole del gioco e di partecipare alla votazione, e malgrado Tsumugi tenta di contrastarli costringendo Keebo a perdere la propria personalità ed essere comandato totalmente dal volere degli spettatori, che non vogliono un finale in cui né la speranza né la disperazione vince, alla fine grazie a Shuichi anche il pubblico viene convinto, e così tutti si astengono dal votare e il gioco viene terminato.
Dinnanzi al risultato della votazione, Tsumugi si dispera per la decisione del pubblico di porre fine a Danganronpa, e per questo decide di accettare di essere sottoposta ad esecuzione assieme a tutti gli altri studenti, dichiarando comunque di sentirsi fiera di aver creato una perfetta imitazione. Subito dopo, quindi, Keebo, nell'attuare il volere del pubblico, con le sue armi distrugge definitivamente la Ultimate Academy, con Tsumugi che viene uccisa, mano nella mano con Monokuma, schiacciata da un grosso detrito dell'edificio; dopo che il robot seppellisce anche gli altri sotto un cumulo di macerie, attiva la sua sequenza di autodistruzione e lanciandosi verso quello che rimane dell'accademia, salta in aria causando con la gigantesca esplosione anche una frattura nella parete tra il mondo fittizio e quello reale. Poco dopo, poi, si scopre che Shuichi, Maki e Himiko sono sopravvissuti alla distruzione, e discutendo tra loro, speculano che, seguendo le ultime parole di Tsumugi, ella aveva imitato i giochi di uccisione della Hope's Peak e dell'isola Jabberwock e aveva, dunque, mentito loro sulla falsità degli stessi. Infine dunque decidono di attraversare la frattura e scappare dal mondo fittizio, per vedere se le loro azioni hanno permesso di cambiare anche il mondo reale e liberarlo dagli effetti di Danganronpa.

## Personaggi

I personaggi

Kaede Akamatsu (赤松 楓?, Akamatsu Kaede)È l'iniziale protagonista del gioco. Come il suo titolo di Super Ultra Pianista Liceale dimostra, ella ha un eccezionale talento nel suonare il pianoforte. Durante il gioco si mostra con un atteggiamento sempre affabile, espansivo ed ottimista, spronando continuamente, anche nei momenti di maggiore difficoltà e tensione, i compagni a non perdersi d'animo e restare sempre uniti, e assicurando loro che sarebbe scappati dall Ultimate Academy e sarebbero diventati amici.
Shuichi Saihara (最原 終一?, Saihara Shūichi)È l'effettivo protagonista di Danganronpa V3. È il Super Ultra Detective Liceale, titolo di cui però non è confidente inizialmente, dato che tende a specificare di essere solo un assistente e aver risolto un solo caso. Malgrado la sua mancanza di confidenza e la paura di esporre la verità, egli è dotato di grandi doti deduttive e investigative, con le quali risolverà via via i casi di omicidio che si susseguiranno durante il gioco, grazie anche soprattutto al sostegno di Kaede e Kaito Momota.
Rantaro Amami (天海 蘭太郎?, Amami Rantarō)È un ragazzo che si presenta ai compagni affermando di non ricordare il proprio talento. Durante il gioco egli mostra atteggiamenti misteriosi e ambigui, tendendo ad evitare di socializzare con gli altri, e concentrandosi esclusivamente nel portare a termine il gioco di uccisioni di Monokuma.
Tsumugi Shirogane (白銀 つむぎ?, Shirogane Tsumugi)È la Super Ultra Cosplayer Liceale, anche se dichiara di amare comporre e cucire vestiti per gli altri piuttosto che indossarli direttamente. Rivela, inoltre, di poter interpretare solo personaggi fittizi, e non poter traverstirsi in qualcun altro di reale, perché le si formerebbe un rash cutaneo. Durante il gioco si presenta con un carattere molto tranquillo, a tal punto da definire se stessa noiosa, e alcune volte tende a fare citazioni cinematografiche e di altri manga e giochi giapponesi.
Maki Harukawa (春川 魔姫?, Harukawa Maki)È una ragazza che si presenta inizialmente con il titolo di Super Ultra Bambinaia Liceale seppure inizialmente si presenti con atteggiamenti molto freddi e distaccati. Dopo che emerge che il suo vero talento è essere la Super Ultra Assassina Liceale, e quindi viene rivelato che è un esperto e pericoloso assassino, nel corso dei capitoli, anche grazie a Kaito, incomincia ad aprirsi agli altri e diventa via via sempre più partecipe e determinante negli eventi di gioco.
K1-B0 (キーボ?, Kībo)È un robot che, pur avendo anche il titolo di Super Ultra Robot Liceale, in realtà ha gli atteggiamenti e i modi di fare di un normale adolescente. Durante il gioco infatti dichiara di odiare cose fantascientifiche e riguardanti la robotica, e inoltre, pur avendo un corpo completamente robotico, non è capace di nessuna abilità sovrumana, ammettendo di avere una forza e un'intelligenza simile a quella di un qualsiasi adolescente.
Kaito Momota (百田 解斗 ?, Momota Kaito)È il Super Ultra Astronauta Liceale, titolo che, seppure egli sia un semplice apprendista, manifesta la sua grande passione per l'astronomia e il suo sogno di poter un giornare viaggiare nello spazio. È sempre energico, pronto a socializzare ed aiutare i compagni, spronandoli con veemenza nei momenti di difficoltà, con discorsi sentiti e spesso esagerati. Nel corso del gioco, pur mostrandosi un po' ingenuo e svampito, sarà determinante nell'aiutare Shuichi per i processi, definendolo il suo assistente caricandosi delle responsabilità delle sue scelte così da spingerlo a non aver paura ad esporre la verità.
Kokichi Ouma (王馬 小吉?, Ōma Kokichi)Pur presentandosi come il Super Ultra Leader Supremo Liceale, in quanto leader di una grande organizzazione criminale, è un giovane dai modi di fare innocenti e scherzosi. In molte occasioni, tuttavia, mostra intenzioni molto maliziose e grandi capacità intellettive e da manipolatore, oltre ad essere soprattutto, come lui stesso ammette, un inguaribile menzognero. Nel corso del gioco agirà continuamente in maniera ambigua, da una parte aiutando gli altri studenti a risolvere i casi e i misteri del gioco di uccisioni, ma dall'altra incoraggiando e compiacendosi dello stesso e tentando di ostacolare più volte i tentativi di cooperare degli altri studenti.
Himiko Yumeno (夢野 秘密子?, Yumeno Himiko)È la Super Ultra Prestigiatrice Liceale, seppure ella preferisce riferirsi come Maga. Infatti la ragazzina, pur presentandosi con un carattere molto pigro e che facilmente si annoia a fare altre cose al di fuori la magia, durante il gioco tende ad opporsi energicamente quando qualcuno tenta di insinuare che i suoi sono solo trucchi di prestigio, e non vera magia.
Miu Iruma (入間 美兎?, Iruma Miu)Entra nell'Ultimate Academy come Super Ultra Inventrice Liceale, grazie al suo straordinario talento per cui durante il gioco inventerà e costruirà numerosi marchingegni ed oggetti che si riveleranno molto utili ed efficaci anche per gli altri studenti. Nonostante ciò ella dimostra una personalità molto eccentrica e arrogante, assumendo atteggiamenti e facendo dichiarazioni quasi sempre offensive e sessualmente inopportune ed esplicite, anche se in molti casi dimostra di essere anche molto codarda e remissiva.
Gonta Gokuhara (獄原 ゴン太?, Gokuhara Gonta)È un ragazzo che, seppure il fisico molto alto, muscoloso che gli danno un aspetto minaccioso, ha in realtà un carattere molto docile, gentile e innocente, seppure anche molto ingenuo a tal punto da essere facilmente manipolabile. Si veste sempre elegante affermando di voler diventare gentiluomo, anche se in alcuni casi, essendo il Super Ultra Entomologo Liceale, tende a mostrare lati di sé più inquietanti e intimidatori quando pensa che qualcuno possa odiare gli insetti di cui egli è fortemente appassionato.
Korekiyo Shinguji (真宮寺 是清?, Shingūji Korekiyo)È il Super Ultra Antropologo Liceale, per cui si mostra appassionato a molti argomenti sulle varie culture, i costumi e le usanze, nonché dei culti, delle sue ricerche e i suoi studi. Durante il gioco mostra di avere un carattere calmo e riflessivo, tendente a studiare e appassionarsi agli atteggiamenti e le azioni degli altri studenti, risultando in molti casi misterioso e inquietante nel fare ciò ed esprimere le sue osservazioni.
Angie Yonaga (夜長 アンジー?, Yōnaga Anjī)È la Super Ultra Artista Liceale ed è una ragazza dalla personalità molto allegra, socievole e ottimista. Durante il gioco mostra la sua totale devozione al dio Atua, dal quale fa provenire tutte le sue parole e i suoi pensieri ( e anche il suo stesso talento), anche se in molti casi dimostra di provare una vera ossessione per esso, a tal punto da assumere qualche atteggiamento strano e anche inquietante.
Tenko Chabashira (茶柱 転子?, Chabashira Tenko)È la Super Ultra Aikidōka Liceale. È una ragazza dal carattere solare, energico e testardo che però mostra di essere anche parecchio misandrica, affermando che tutti gli uomini sono degenerati, minacciando continuamente di volerli eliminare e sottoporli alle sue mosse di "Neo-Aikido", lo stile combattivo che si vanta di aver creato insieme al suo maestro. Durante il gioco mostra di provare un profondo affetto per Himiko, perché ama le cose carine come le idol.
Ryoma Hoshi  (星 竜馬?, Hoshi Ryōma)Entra a far parte dell'Ultimate Academy con il titolo di Super Ultra Tennista Professionista Liceale, anche se da subito il ragazzo dichiara di ripudiare e aver abbandonato da lungo tempo i suoi gloriosi trascorsi nel tennis. Nonostante la sua statura molto bassa e il suo aspetto fanciullesco, rivela di aver ucciso una gang intera della yakuza, e per questo ha vissuto per lungo tempo in prigione, ed ha sviluppato un carattere molto forte e cinico, assumendo varie volte atteggiamenti schivi e a scoraggiare gli altri ad interessarsi al suo duro e oscuro passato.
Kirumi Tojo (東条 斬美?, Tōjō Kirumi)È la Super Ultra Cameriera Liceale, titolo che ella prende molto seriamente dimostrando una completa ed incondizionata dedizione a servire e aiutare in tutte le maniere possibili gli altri e le loro richieste. Viene rivelato che la ragazza, nel corso della sua vita, grazie al suo talento e alle sue straordinarie capacità, è stata ingaggiata da numerose celebrità e anche rappresentanti politici, a prendere importanti decisioni.

## Modalità di gioco
Danganronpa V3 si rifà moltissimo alle meccaniche di gioco dei suoi predecessori. Così come nei due titoli precedenti, infatti, il gioco sarà suddiviso in 6 capitoli ciascuno dei quali suddivisi in due periodi: 

### Daily Life
Durante la "Daily Life", come negli altri giochi, il giocatore potrà guidare il protagonista in prima persona per i corridoi dell'accademia, alla ricerca di luoghi da esplorare, ed oggetti e personaggi con cui interagire. Compiere tutte queste azioni risulta utile per aumentare di livello e poter via via sbloccare sempre più potenziamenti utilizzabili per i Class Trial. Altro elemento importante presente anche qui, sono i periodi di "Tempo Libero" in cui il protagonista può approfondire la propria amicizia con gli altri personaggi, avendo la possibilità di conoscerli meglio e dare regali che possono piacere loro (che saranno possibili da acquistare ad esempio nella Monomono Machine, o all'interno del casinò, in cambio delle Monocoins, monete che potrano essere ottenute perlopiù al termine di un Class Trial. Alcuni di essi sbloccheranno anche scene extra). Il rapporto con un personaggio viene quantificato con i cosiddetti Friendship Fragment ( "Frammenti dell'Amicizia"), ed una volta ottenuti tutti sarà massimizzato ed il giocatore riceverà come premio un utile potenziamento. Sparsi per l'accademia saranno presenti, inoltre, alcune Monokuma Doll, piccole miniature dell'orso collezionabili, che potranno essere trovate man mano che nei capitoli si sbloccheranno nuovi luoghi o anche all'interno dei minigiochi del Class Trial.

### Class Trial
In seguito ad un omicidio si passa al periodo Deadly Life, in cui in seguito ad un'investigazione per raccogliere prove e testimonianze da aggiungere ai cosiddetti Truth Bullet, si affronterà il Class Trial ( il "Processo di Classe") per scoprire il colpevole. Danganronpa V3 eredita molti degli elementi e gli aspetti dei processi dei titoli precedenti, i quali consisteranno perlopiù di discussioni tra gli studenti in cui il giocatore, ascoltando le dichiarazioni degli altri personaggi, dovrà individuare una frase da confutare o appoggiare grazie ad una delle prove raccolte. Una novità sarà la possibilità di sfruttare una prova anche per dire una bugia, per far avanzare il processo o comunque risolvere una fase di stallo dello stesso. Vi sono poi ulteriori fasi del Class Trial che si rifanno a quelle degli altri titoli della serie, come il Rebuttal Showdown in cui il giocatore dovrà respingere una confutazione di un altro personaggio, "tagliando" le sue frasi e colpendo quella evidenziata in giallo con la giusta prova, e l’Hangman's Gambit in cui il giocatore dovrà comporre una parola chiave sfruttando delle piastrelle che scorrono sullo schermo, e che si dovranno illuminare per scoprire le lettere che rappresentano prima che si scontrino tra loro. Sono presenti anche altre novità e fasi nuove da affrontare:
Mass Panic Argument
A differenza dei normali dibattiti, durante questo il giocatore dovrà seguire molteplici finestre di dialogo contemporaneamente per individuare la frase giusta da colpire con uno dei propri "proiettili". Per aiutarsi, il giocatore può concentrare la propria attenzione su una delle finestre di dialogo, così da ascoltare con calma le dichiarazioni che verranno fatte. In alcuni casi, poi, dovrà essere silenziata una dichiarazione di un personaggio detta con eccessiva voce, che renderà impossibile poter concentrarsi sulle altre finestre e colpire la frase giusta per avanzare il processo.
Debate Scrum
Durante tale fase gli studenti si suddivideranno in due fazioni con opinioni opposte in merito ad un argomento o un evento in discussione. Il giocatore e i personaggi che lo appoggieranno dovranno, dunque, confutare le dichiarazioni avversarie sfruttando alcune parole chiave che essi pronunceranno da usare per rigirare il punto a proprio favore. Una volta respinte e abbattute tutte le opinioni dell'altra fazione, il giocatore dovrà definitivamente piegare le loro ultime resistenze in un'ultima fase in cui dovrà premere ripetutamente una serie di tasti.
Psyche Taxi
Corrispondente al Logic Dive di Danganronpa 2. Durante questo minigioco Shuichi guiderà un taxi lungo una strada. Esso si suddivide in 3-4 fasi, e all'inizio di ciascuna il protagonista dovrà muoversi lungo le corsie della strada per catturare alcuni cubi per formare la domanda a cui rispondere nella parte successiva. Nel catturare i cubi, il giocatore dovrà stare attento ad altre auto che procederanno lungo la strada, e che se colpite danneggeranno la sua barra della salute. Nel segmento successivo, la strada si diramerà in molteplici corsie, ciascuna delle quali rappresentanti una delle risposte, e il giocatore dovrà scegliere quella giusta per colpire una figura e farla salire a bordo dell'auto, per procedere alla fase successiva. Una volta completate tutte le fasi, Shuichi potrà collegare le risposte, e far andare avanti il processo.
Mind Mine
Durante questo minigioco, il giocatore dovrà eliminare vari tasselli colorati in un sistema simile a quello di Candy Crush, così da svelare vari oggetti nascosti al di sotto degli stessi. L'obiettivo sarà selezionare poi quello giusto come prova determinante.
Argument Armament
È la fase finale del Class Trial, corrispondente alla Machinegun Talk Battle e la Panic Talk Action dei due precedenti titoli, in cui dunque Shuichi dovrà piegare le ultime resistenze dei sospettati principali dei casi. Durante questo minigioco, il giocatore dovrà colpire l'avversario premendo in sequenza ritmica alcuni tasti, per abbattere la frase di quello. Con il procedere del gioco la sequenza cambierà, diventando più veloce e caotica o con alcuni ostacoli che limiteranno la visuale del giocatore. Alla fine, dopo aver respinto tutte le opposizioni dell'avversario e aver svuotato la sua barra della resistenza, il giocatore dovrà definitivamente piegare le sue difese, mettendo insieme in sequenza corretta le parole poste sui tasti triangolo, quadrato, cerchio e croce della console, per esporre la prova finale e schiacciante.

### Love Across the Universe: Dangan Salmon Team
È una modalità sbloccabile una volta terminato per la prima volta la storia principale. Essa ripropone uno scenario identico a quello della "Modalità Scuola" e "Modalità Isola" dei titoli precedenti, in cui durante il prologo Monokuma annuncia che gli studenti non dovranno più affrontare un gioco dove uccidersi a vicenda, ma bensì dove avrebbero dovuto legare tra loro.
Lo scopo principale di questa modalità, è infatti riuscire a massimizzare un rapporto speciale con almeno uno degli altri studenti. Tali rapporti verranno contrassegnati e misurati attraverso una barra composta di cuori. Per sviluppare i rapporti con gli altri studenti, il giocatore dovrà usare dei biglietti acquistabili nel casinò per invitare uno di essi ad un appuntamento, durante il quale dovrà scegliere attentamente le risposte da dare alle domande e i discorsi che l'altro farà. In alcuni casi sarà uno dei personaggi ad invitare ad un appuntamento Shuichi, senza che il giocatore dovrà dunque usufruire di uno dei biglietti. Il gioco ha tre finali, in base alla capacità del giocatore, entro il tempo limite, a massimizzare uno o più rapporti con gli altri personaggi.
Il giocatore può, inoltre, sfruttare tale modalità anche per completare gli eventi di "Tempo Libero" di tutti i personaggi.

### Minigiochi
Come la modalità Love Across the Universe: Dangan Salmon Team, vi sono altri minigiochi che sarà possibile sbloccare dopo aver terminato la storia principale di Danganronpa V3. L'Ultimate Talent Development Plan (超高校級の才能育成計画?) è simile ad un gioco da tavolo in cui il giocatore interpreterà un personaggio a scelta tra quelli di gioco, durante i suoi tre anni di frequentazione della Hope's Peak Academy. Durante il gioco egli muoverà il suo personaggio, lanciando un dado, lungo un sentiero composto di tasselli speciali e colorati, che porteranno il giocatore a compiere un'azione e ottenere benefici o penalità alle proprie caratteristiche. Avanzando per il sentiero sarà possibile anche imbattersi in altri personaggi non solo di Danganronpa V3, ma anche di Trigger Happy Havoc e Goodbye Despair, che faranno ottenere speciali carte da usare per compiere movimenti speciali lungo il sentiero, e sbloccare altri potenziamenti alle caratteristiche. Al termine di ogni semestre il giocatore dovrà affrontare un "esame" organizzato dai Monokubs e mettere alla prova i propri potenziamenti affrontando alcuni mostri in un sistema di combattimento simile agli RPG.
Un simile sistema è presente anche nel minigioco  Despair Dungeon: Monokuma's Test (絶望のダンジョン モノクマの試練?), a sua volta sbloccabile una volta completato una prima volta l' Ultimate Talent Development Plan. È un dungeon crawler in cui il giocatore dovrà muovere il personaggio sviluppato nel precedente minigioco, all'interno di un dungeon, assieme ad altri personaggi, con i quali dovrà affrontare ed eliminare mostri. Durante tali scontri sarà possibile sfruttare mosse e potenziamenti contenuti in delle carte sbloccabili in un altro minigioco, il gioco di carte Ultimate Death Card Machine (カードデスマシーン ?, Kādo Desu Mashīn).

## Sviluppo
Danganronpa V3 è stato per la prima volta presentato durante una conferenza stampa della Sony Computer Entertainment il 9 settembre 2013, con un trailer che, oltre ad annunciare il titolo spin off Danganronpa Another Episode: Ultra Despair Girls, ha rivelato l'ideazione di un terzo titolo alla serie di titoli principali.. Al gioco hanno lavorato Kazutaka Kodaka come ideatore della storia, Yoshinori Terasawa come produttore e Rui Komatsuzaki come character designer.
Il gioco è stato sviluppato in contemporanea con l'anime Danganronpa 3: The End of Hope's Peak Academy, e sebbene quest'ultimo inizialmente dovesse rappresentare la trasposizione animata del gioco Danganronpa 2: Goodbye Despair, alla fine è diventato l'effettivo terzo titolo conclusivo delle vicende della Hope's Peak Academy. Danganronpa V3 è stato, quindi, poi annunciato in un'altra conferenza Sony nel marzo del 2015 in fase di sviluppo. Come affermato da Kodaka e Terasawa, la produzione del gioco si è mostrata molto più impegnativa rispetto a quella dei precedenti giochi della serie, ed è stato deciso di renderlo una fusione tra un sequel delle vicende dei titoli precedenti e un nuovo scenario totalmente distaccato dagli stessi, per sopperire ad una forte differenza di opinioni nel cast di sviluppatori in merito.
In occasione dell'uscita del gioco in Giappone, il 20 dicembre 2016 è stata pubblicata una demo dove i giocatori hanno potuto testare le meccaniche e le novità di gioco, e in cui sono presenti i protagonisti dei titoli precedenti, Makoto Naegi e Hajime Hinata. Il gioco è stato venduto anche con una Limited Edition in cui ai giocatori sono state offerti altri contenuti, come il cd contenente le tracce musicali composte da Masafumi Takada e un artbook. Per il mercato americano e quello europeo, inoltre, è stata data la possibilità di usufruire sia del doppiaggio originale e i sottotitoli giapponesi, sia di quelli in lingua inglese e francese.

## Super Danganronpa 2.5: Komaeda Nagito to Sekai no Hakaimono
Super Danganronpa 2.5: Nagito Komaeda and the Destroyer of the World (スーパーダンガンロンパ 2.5狛枝凪斗と世界の破壊者?, Super Danganronpa 2.5: Komaeda Nagito to Sekai no Hakaimono) è un OVA pubblicato il 12 gennaio 2017 in Giappone come contenuto aggiuntivo alla Limited Edition. Le vicende raccontate sono poste cronologicamente tra Danganronpa 2: Goodbye Despair e Danganronpa 3: The End of Hope's Peak Academy, ed hanno per protagonista Nagito Komaeda.
Nagito viene descritto come un normale studente della Hope's Peak privo di talento e della sua proverbiale fortuna. Viene mostrato che è ben inserito nella sua classe, ed in particolare è amico con Kazuichi Soda e Fuyuhiko Kuzuryu, e durante l'episodio è protagonista di numerose vicende di normale vita scolastica quotidiana. Qualche tempo dopo, tuttavia, compare all'improvviso un misterioso ragazzo, Hajime Hinata, che si definisce "il distruttore del mondo" e che dapprima uccide facilmente una serie di agenti mandati a fermarlo, e successivamente inizia ad eliminare man mano gli studenti della Hope's Peak. Nagito, alla fine, decide di affrontare Hajime, il quale gli rivela che si trova in un mondo fittizio e gli ricorda della sua vera identità e del suo talento. Così Nagito, dopo essersi "ucciso" con un colpo di pistola alla testa, si risveglia con i suoi originali vestiti ed Hajime gli spiega che in realtà è un'identità artificiale (Alter Ego) mandato per farlo scappare dall'illusione in cui si era ritrovato. Dopo essere entrato nel mondo virtuale del Neo World Program, la sua morte aveva causato la corruzione dei suoi dati personali che non gli avevano permesso di risvegliarsi, ma bensì aveva spinto il macchinario a creare quel mondo per tenerlo in uno stato comatoso vegetativo. Hajime, tuttavia, aveva sfruttato i suoi talenti da Izuru Kamukura per riportarlo in vita, e al risveglio di Nagito è il primo ad accoglierlo, dicendogli che era l'ultimo degli studenti che si era risvegliato. Così, riabbracciando gli altri compagni, Nagito si unisce a loro nella spedizione verso il quartier generale della Future Foundation raccontata in Danganronpa 3

## Accoglienza
| Testata        | Giudizio |
| -------------- | -------- |
| Destructoid    | 10/10    |
| Famitsū        | 37/40    |
| Game Informer  | 7/10     |
| IGN            | 8,5/10   |
| Spaziogames.it | 8/10     |
| Eurogamer      | 7/10     |

Danganronpa V3 ha ricevuto recensioni e critiche tutto sommato positive. Confrontato con i titoli precedenti della serie, i critici non hanno mancato di sottolineare i molteplici collegamenti e gli elementi che eredita e ripropone dagli stessi, sia sul piano delle meccaniche di gioco, che degli intrecci e la struttura della trama. Ciononostante, il gioco è stato comunque definito "il più maturo, autoconsapevole e ambizioso" tra quelli della serie, con numerose elogi fatti alla sceneggiatura creata e il character design dei personaggi. Al netto di qualche critica negativa su, ad esempio, determinati elementi della grafica e l'interattività nell'esplorazione dei luoghi di gioco, in generale Danganronpa V3 è stato apprezzato tantissimo per la complessità e la molteplicità di eventi messi in scena, e ammirata la caratterizzazione e la profondità dei personaggi e come essi agiscono e affrontano le vicende della trama, caratterizzata da continui capovolgimenti di fronte e colpi di scena. Degni di menzione sono anche i positivi riscontri delle novità introdotte dal gioco, soprattutto nella struttura dei Class Trial, nonché quelli riguardo al comparto musicale composto ancora una volta da Masafumi Takada.